# Зінич Михайло Федорович
Миха́йло Фе́дорович Зі́нич (17 вересня 1918, Лебедин, Харківська губернія — 8 жовтня 1984, Лебедин, Сумська область) — український педагог, учасник Другої світової війни, Заслужений вчитель Української РСР, директор школи в Лебедині, який зробив вагомий внесок у розвиток освіти регіону.

## Життєпис
Михайло Федорович народився 17 вересня 1918 року в місті Лебедин Харківської губернії (нині Сумська область) у селянській родині. Він був одним із шести дітей у родині Федора Євграфовича Зінича та Параскеви Олексіївни Блохіни, які все життя займалися сільським господарством.
У 1936 році він закінчив Лебединську середню школу №1 і розпочав трудову діяльність. Спочатку працював начальником піонерського табору, потім — вихователем у дитячому будинку. У листопаді 1936 року був переведений до Лебединської середньої школи №4 як учитель історії та старший піонервожатий. Одночасно навчався на заочному відділенні Харківського педагогічного інституту. У вересні 1937 року був обраний секретарем районного комітету Союзу вчителів і викладав історію у неповній школі №7.
У жовтні 1938 року, разом із двома братами, Михайло був призваний до лав Червоної армії. Під час Другої світової війни його брат Олександр потрапив у полон і був ув’язнений у концтаборі Штуттгоф, а брат Іван загинув. Сам Михайло Федорович у січні 1942 року під час боїв за Ленінград отримав тяжке поранення. Після лікування у шпиталі його направили до міста Вольськ Саратовської області, де він працював інструктором з військової підготовки та інспектором міського військового комісаріату.
За бойові заслуги нагороджений орденом Червоної Зірки. Демобілізований у серпні 1946 року.
У Вольську Михайло Федорович познайомився з майбутньою дружиною Надією Прокопівною Бровкіною, яка пізніше стала прокуроркою району, будучи єдиною жінкою на цій посаді у Сумській області. У 1948 році подружжя повернулося до Лебедина, де у них народилося двоє дітей.
Завершивши навчання у Сумському педагогічному інституті, Михайло Федорович продовжив педагогічну кар’єру. Спочатку очолив Лебединську семирічну школу №7, з 1954 року став директором Лебединської середньої школи №3. У 1965 році за його ініціативою була збудована нова школа №6, яку він очолював до 1980 року. Під його керівництвом у школі впроваджувалися передові освітні методики, створено «Кімнату бойової слави» і кабінетну систему навчання, обладнано спеціалізовані навчальні кімнати для початкових класів та здійснено озеленення території школи.
За активну громадську діяльність був учасником Всесоюзного з’їзду вчителів. У 1967 році отримав звання «Заслужений вчитель Української РСР» з врученням нагрудного знака і посвідчення. Після виходу на пенсію у 1980 році викладав основи держави і права у Лебединському педагогічному училищі ім. А.С. Макаренка.
Михайло Федорович Зінич помер 8 жовтня 1984 року, на 66-му році життя. Пам’ять про нього збереглася у серцях близьких, учнів та колег. Його школа №6 неофіційно називалася «Школа Зінича», що символізувало високий рівень навчання та інноваційні підходи у педагогіці.

## Нагороди та відзнаки
- Медаль «За оборону Ленінграда» (1944)
- медаль «За участь у Вітчизняній війні» (1945)
- Орден Червоної Зірки (1947)
- звання «Заслужений вчитель України»